# Zhou Feng
Zhou Feng (chiń. 周風; ur. 12 września 1993) – chińska zapaśniczka. Trzykrotna olimpijka. Zajęła dwunaste miejsce w Rio de Janeiro 2016 w kategorii 69 kg i Paryżu 2024 w kategorii do 68 kg, a także siódme w Tokio 2020 w kategorii 68 kg. 
Srebrna medalistka mistrzostw świata w 2015 i brązowa w 2018. Złota medalistka igrzysk azjatyckich w 2014, 2018 i 2022. Zdobyła sześć medali na mistrzostwach Azji w latach 2014 - 2023. Triumfatorka halowych igrzysk azjatyckich w 2017, a także igrzysk wojskowych w 2019. Druga w Pucharze Świata w 2017, 2018 i 2022; trzecia w 2014 i 2019. Mistrzyni świata juniorów w 2012 i trzecia w 2011 roku.
Absolwentka Shenyang Sport University w Shenyang.